# Xiphorhynchus fuscus
A Xiphorhynchus fuscus a madarak (Aves) osztályának verébalakúak (Passeriformes) rendjébe, valamint a fazekasmadár-félék (Furnariidae) családjába és a fahágóformák (Dendrocolaptinae) alcsaládjába tartozó faj.

## Rendszerezése
A fajt Louis Pierre Vieillot francia ornitológus írta le 1818-ban, a Dendrocopus nembe  Dendrocopus fuscus néven, innen helyezték át a Lepidocolaptes nembe Lepidocolaptes fuscus néven, majd került jelenlegi nemébe.

## Alfajai
- Xiphorhynchus fuscus atlanticus (Cory, 1916)
- Xiphorhynchus fuscus fuscus (Vieillot, 1818)
- Xiphorhynchus fuscus pintoi Longmore & L. F. Silveira, 2005
- Xiphorhynchus fuscus tenuirostris (Lichtenstein, 1820)[2]

## Előfordulása
Dél-Amerika keleti részén, Argentína, Brazília és Paraguay területén honos. A természetes élőhelye a szubtrópusi és trópusi  síkvidéki és hegyi esőerdők, valamint lombhullató erdők. Állandó, nem vonuló faj.

## Megjelenése
Testhossza 15–18,5 centiméter, testtömege 15,5–25 gramm. Tollazata barna.

## Életmódja
Ízeltlábúakkal táplálkozik, főleg bogarakkal.

## Külső hivatkozás
- Képek az interneten a fajról
- Xeno-canto.org - a faj hangja és elterjedési területe